# Friedhof am Pulkowo-Observatorium
Der Friedhof am Pulkowo-Observatorium ist ein Friedhof auf dem Territorium der Sternwarte Pulkowo, auf dem überwiegend Astronomen und ihre nahen Verwandten bzw. Angehörigen begraben sind.

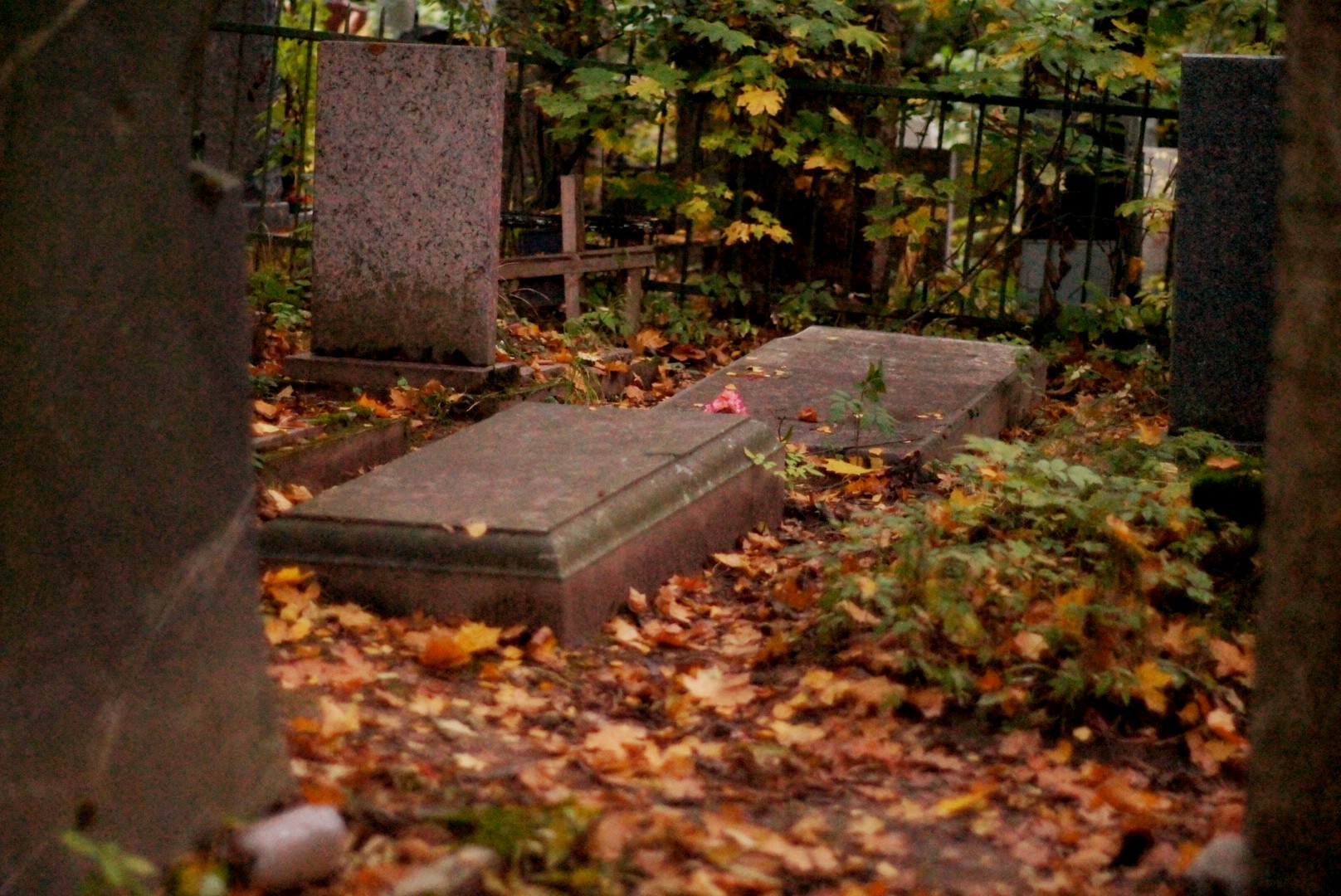
Gräber von O. A. Backlund und S. K. Kostinskij

Der Friedhof wurde während des Großen Vaterländischen Krieges beschädigt; er wurde bis 1953 wiederhergestellt.
Zum Gedenken an die Mitarbeiter der Sternwarte Pulkowo, die Opfer der stalinistischen Repressionen wurden – darunter auch der Direktor des Pulkowo-Observatoriums Boris Petrowitsch Gerassimowitsch (1889–1937) und der Direktor des Astronomischen Instituts Boris Wassiljewitsch Numerow (1891–1941) – wurde auf dem Friedhof ein Kenotaph-Denkmal nach dem Entwurf der Bildhauerin T. N. Muraschewa errichtet.

## Gräber prominenter Personen
- Backlund, Oskar (1846–1916)

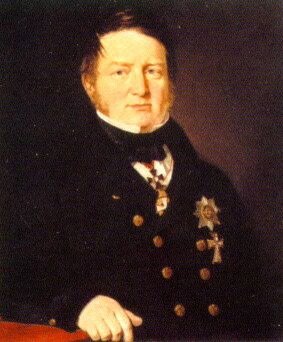
Wilhelm von Struve

- Belopolski, Aristarch Apollonowitsch (1854–1934)
- Belopolski, Mark Aristarchowitsch (1893–1960); Sohn von A. A. Belopolsky – Chemiker
- Beljawski, Sergei Iwanowitsch (1883–1953)
- Wassiljew, Alexander Semjonowitsch (1868–1947)
- Witram, Fjodor Fjodorowitsch (1854–1914)
- Woroschilowa-Romanskaja, Sofja Wassiljewna (1886–1969)
- Wjalschin, Gennadi Fjodorowitsch (1931–1999)
- Gase, Wera Fjodorowna (1899–1954); mit ihr Gase, Olga Fjodorowna (1898–1974)
- Deitsch, Alexander Nikolajewitsch (1899–1986)
- Drosdow, Sergei Wiktorowitsch (1902–1976)
- Schongolowitsch, Iwan Danilowitsch (1892–1981)
- Swerew, Mitrofan Stepanowitsch (1903–1991); mit ihm seine Frau, Swerewa, Jelisaweta Michailowna (1902–1985)
- Seibot, Jakow Martynowitsch (1855–1916)
- Iswekow, Wladimir Andrejewitsch (1927–1997)
- Kawraiski, Wladimir Wladimirowitsch (1884–1954); mit ihm seine Frau, Kawraiskaja, Marija Alexandrowna (1904–1996)
- Kasimirtschak-Polonskaja, Jelena Iwanowna (1902–1992)
- Kaidanowski, Naum Lwowitsch (1907–2010)
- Karpinski, Wadim Nikolajewitsch (1931–1997); mit ihm seine Frau, Prawdjuk, Larissa Michailowna (1931–2017)
- Kowalski, Alexander Marianowitsch (1858–1902)
- Kosyrew, Nikolai Alexandrowitsch (1908–1983)
- Kondratjew, Alexander Alexandrowitsch (1867–1936)
- Kopylow, Iwan Michejewitsch (1928–2000)
- Korbut, Iwan Fedorowitsch (1912–1995)
- Kostinski, Sergei Konstantinowitsch (1867–1936)
- Krat, Wladimir Alexejewitsch (1911–1983); zusammen mit ihm Krat (geb. Klimotschkina), Tatjana Wassiljewna (1915–2000)
- Lengauer, German Gerassimowitsch (1905–1981)
- Lindeman, Eduard Eduardowitsch (1842–1897)
- Maxutow, Dmitri Dmitrijewitsch (1896–1964)
- Matkewitsch, Leopold Ljuzianowitsch (1878–1949); mit ihm Matkewitsch (geb. Belopolskaja) Soja Aristarchowna (1892–1965)
- Melnikow, Oleg Alexandrowitsch (1912–1982)
- Morin, Michail Nikolajewitsch (1861–1933); mit ihm – Verwandte: Iwanowa-Morina, Jekaterina Michailowna (1898–1982), Morin, Michail Michailowitsch (1903–1976) und Morina, Olga Andrejewna (1915–1973)
- Michailow, Alexander Alexandrowitsch (1888–1983)
- Nemiro, Andrei Antonowitsch (1909–1995)
- Neuimin, Grigori Nikolajewitsch (1886–1946)
- Orlow, Boris Alexandrowitsch (1906–1963) – Sohn von A. Ja. Orlowa
- Struve, Wilhelm (1793–1864)
- Struve (geborene Bartels), Johanna (1807–1867) – Ehefrau von Wilhelm Struve; Tochter von M. F. Bartels
- Struve (geborene Dirssen), Emilija (Emilie Dyrssen) (1823–1868) – die erste Frau von O. W. Struve
- Subbotin, Michail Fjodorowitsch (1893–1966)
- Tawastscherna, Kirill Nikolajewitsch (1921–1982)
- Fattschichin, Nikolai Wassiljewitsch (1907–1954)
- Chaikin, Semjon Emmanuilowitsch (1901–1968); zusammen mit ihm Rasnatowskaja, Marina Wladimirowna (1907–1987)
- Zimmerman, Nikolai Wladimirowitsch (1890–1942); zusammen mit ihm Zimmerman, Miliza Wladimirowna (1895–1987)
- Tschebotarjow, Gleb Alexandrowitsch (1913–1975); zusammen mit ihm Nikolskaja, Ljubow Jewgenjewna (1916–1979), Radiochemiker